# Санда Дубравчић
Санда Дубравчић-Шимуњак (Загреб, 24. август 1964) је хрватска клизачица у уметничком клизању која се такмичила на међународним такмичењима представљајући Југославију. На европском првенству 1981. године освојила је сребрну медаљу. На Зимским олимпијским играма 1984. била је последњи носилац олимпијског пламена, док је на истом такмичењу освојила 10 место.
Санда Дубравчић је данас доктор и члан је медицинске комисије ISU организације за Хрватску. Такође је и међународни судија.
На Зимским олимпијским играма 1992. у Албервилу и 1994. Лилехамеру је била вођа хрватске делегације. 

## Резултати Санде Дубравчић
| Такмичење              | 1976/77 | 1977/78 | 1978/79 | 1979/80 | 1980/81 | 1981/82  | 1982/83 | 1983/84 |
| ---------------------- | ------- | ------- | ------- | ------- | ------- | -------- | ------- | ------- |
| Зимске олимпијске игре |         |         |         | 11      |         |          |         | 10      |
| Светско првенство      |         |         | 12      | 12      | 11      | 14       | 13      | 9       |
| Европско првенство     | 16      | 16      | 7       | 5       | 2       | Одустала | 10      | 5       |
| Златна пируета Загреб  |         |         |         |         |         | 1        | 1       | 1       |